# Charles Bazinet
Pour les articles homonymes, voir Bazinet.
Charles Bazinet (20 juillet 1845-3 mars 1916) fut un marchand de bois et homme politique fédéral et municipal du Québec.

## Biographie
Né à Joliette dans le Canada-Est, M. Bazinet étudia au Collège de Joliette et devint par la suite propriétaire d'une scierie. Il entama une carrière publique en servant comme maire de la municipalité de Saint-Jean-de-Matha.
Élu député du Parti libéral du Canada dans la circonscription fédérale de Joliette en 1896, il fut réélu en 1900. Ne se représentant pas en 1904, le libéral Joseph-Adélard Dubeau le remplaça.